# Crust punk
Crust punk eller Crustcore er den mere ekstreme udgave af peace punk genren indenfor hardcore. Genren blev startet af bands som Amebix, Deviated Instinct og Antisect. Lyden er meget speciel med hastige passager, der minder om grindcoren, og triste, langsomme og/eller melodiske stykker. Nogle kalder også genren for Stenchcore, hvilket kan føres tilbage til Deviated Instinct's demo bånd, "Terminal Filth Stenchcore".
Tekster i crust punk er som hovedregel mørke og fokuserede på politiske begivenheder, men dog også i nogen grad med følelser. Emnerne kan strække fra atomkrig (pga. 1980'ernes atom trussel), over miljøhensyn og ikke-konformitet til døden. Henvisninger til anarkisme er også almindeligt forekommende. Crust er en af de mørkeste subgenrer indenfor punkmusikken, og lydbilledet adskiller sig væsentligt fra de andre punk-genrer. Især de hurtige guitarriffs minder dog om peace punk'ens lydbillede.
| Musik | Spire Denne musikartikel er en spire som bør udbygges. Du er velkommen til at hjælpe Wikipedia ved at udvide den. |